# Enizemum ornatum
Enizemum ornatum är en stekelart som först beskrevs av Johann Ludwig Christian Gravenhorst 1829.  Enizemum ornatum ingår i släktet Enizemum och familjen brokparasitsteklar. Arten är reproducerande i Sverige. Inga underarter finns listade i Catalogue of Life.